# ريتشارد فيلان
ريتشارد فيلان (بالإنجليزية: Richard Phelan)‏ هو قسيس أيرلندي، ولد في 1828 في Ballyragget ‏ في جمهورية أيرلندا، وتوفي في 20 أكتوبر 1904 في بيتسبرغ في الولايات المتحدة.